# تلاغمه
تلاغمه (به عربی: التلاغمة) یک شهرداری در الجزایر است که در استان میله واقع شده‌است. تلاغمه ۴۸٬۸۴۶ نفر جمعیت دارد.